# Trittico Galitzin

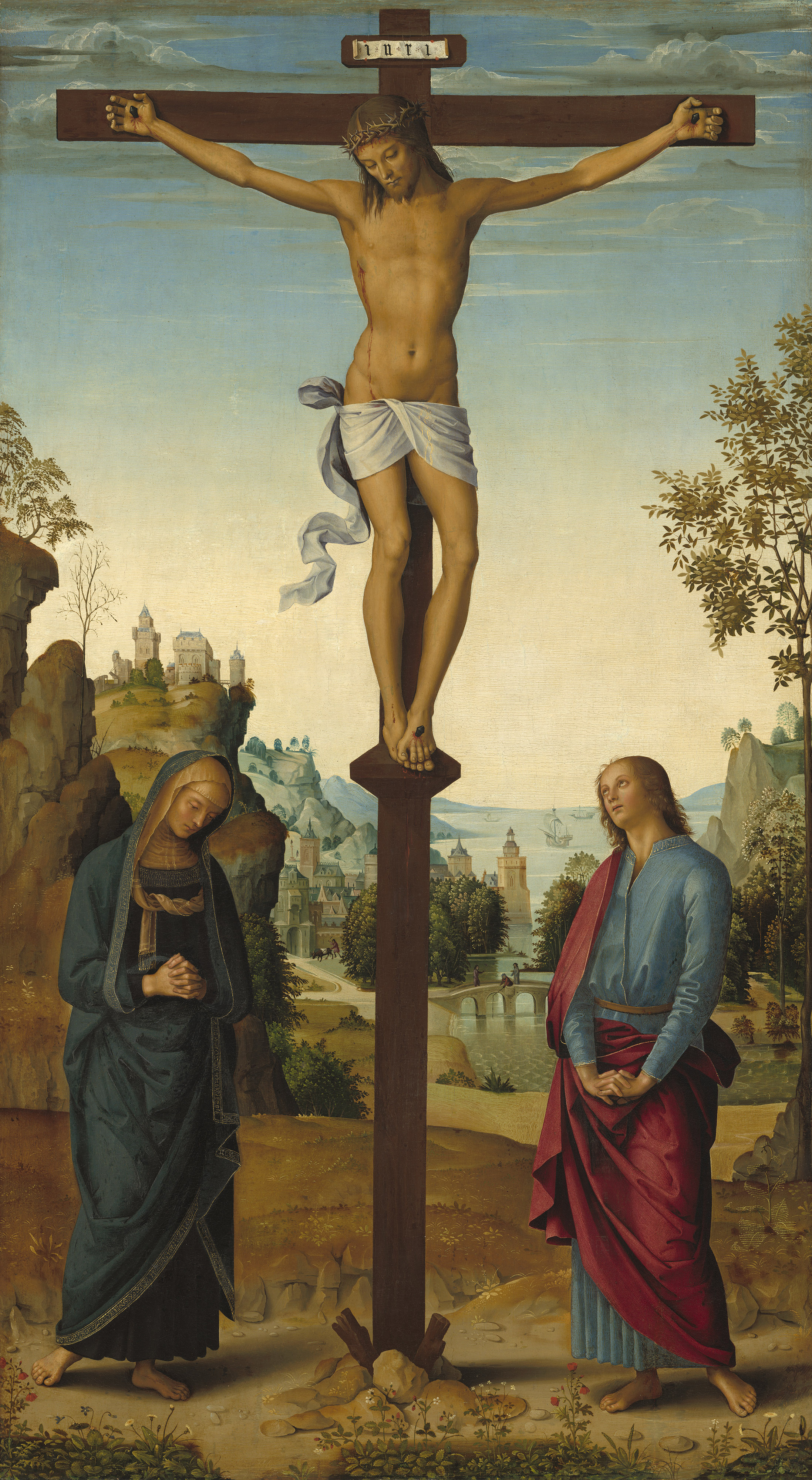
Pannello centrale

Il Trittico Galitzin è un dipinto a olio su tavola (101x56 cm la tavola centrale, 95x30 quelle laterali) di Pietro Perugino, databile al 1485 circa e conservato nella National Gallery of Art di Washington.

## Storia
Il trittico proviene dalla chiesa di San Domenico a San Gimignano, officiata dai Domenicani, dove era stata probabilmente commissionata dal vescovo di Cagli Bartolommeo Bartoli. Nel 1796-1797, dopo le soppressioni, venne confiscata dalle truppe napoleoniche e successivamente acquistata da un certo Buzzi, che la vendette come opera di Raffaello al principe Alexander Mikhailovich Galitzin, ambasciatore russo a Roma. Suo nipote Mikhailovich Galitzin la trasferì a Mosca, dove dal 1865 venne esposta nel "Museo di pittura occidentale Galitzin", per poi venire acquistata, con tutta la collezione, dall'Ermitage di San Pietroburgo nel 1886. Nell'aprile del 1931 fece parte dei capolavori ceduti in una trattativa semisegreta da Stalin, acquistati dall'imprenditore americano Andrew W. Mellon, la cui collezione fu il nucleo originario, dal 1937, del nascenete museo americano.

## Descrizione e stile
Il soggetto del trittico è la Crocifissione tra Maria e san Giovanni, mentre nei due scomparti laterali si trovano san Girolamo con il leone (a sinistra) e Maria Maddalena (a destra). La presenza di Girolamo testimonia come si tratti di uno spunto di meditazione sul tema della crocifissione e della sofferenza cristiana, piuttosto che una rappresentazione narrativa degli avvenimenti. L'atteggiamento sereno dei personaggi si riflette nel paesaggio, che si dispiega senza soluzione di continuità da un pannello all'altro. Ai lati si trovano due quinte rocciose digradanti, che convergono verso il centro, dove è presente una scenografica apertura col chiarore del cielo.
Gli effetti atmosferici, con lo schiarire dei piani per effetto della foschia in lontananza, che dà alla veduta una straordinaria profondità e ampiezza di respiro, deriva dalla conoscenza dei modelli fiamminghi, come il Trittico Portinari di Hugo van der Goes. In basso al centro si apre un paesaggio lacustre, tipico scorcio in voga all'epoca, dove si distingue un porto cittadino, un ponte e alcune imbarcazioni. Gli esili alberelli che punteggiano di vegetazione gli speroni rocciosi sono invece un elemento tipico di Perugino, che venne da lui trasmesso a tutta la scuola umbra.